# Света Неделя (Мавронорос)
Вижте пояснителната страница за други значения на Света Неделя.
„Света Неделя“ (на гръцки: Αγίας Κυριακής) е средновековна православна църква в гревенското село Мавронорос, Егейска Македония, Гърция.
Църквата е гробищен храм и е разположена в селото. Смятана е за една от най-старите в Егейска Македония. Изградена е в XVI век от местен камък. Целият храм е изписан с ценни стенописи от ΧVI век.
В 1969 година църквата е обявена за паметник на културата.